# Markarbete

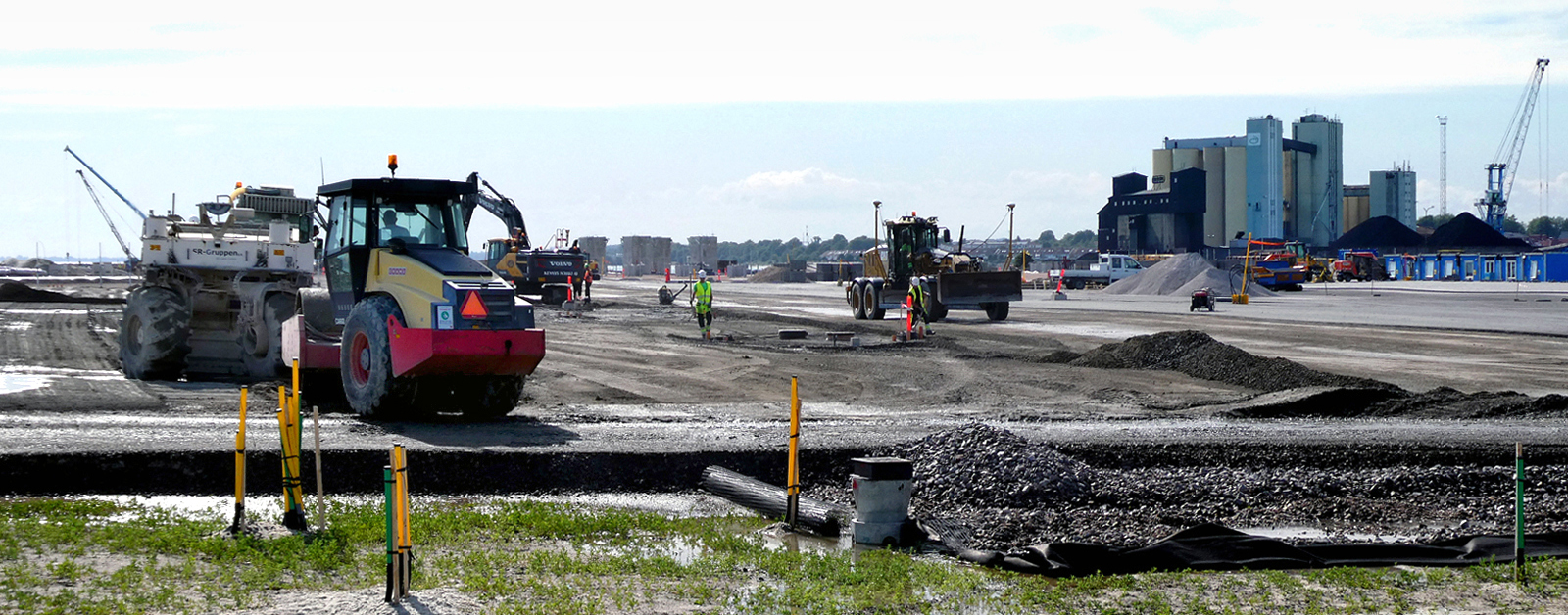
Markarbeten utförs inför bygget av Ystads nya hamn 2020.

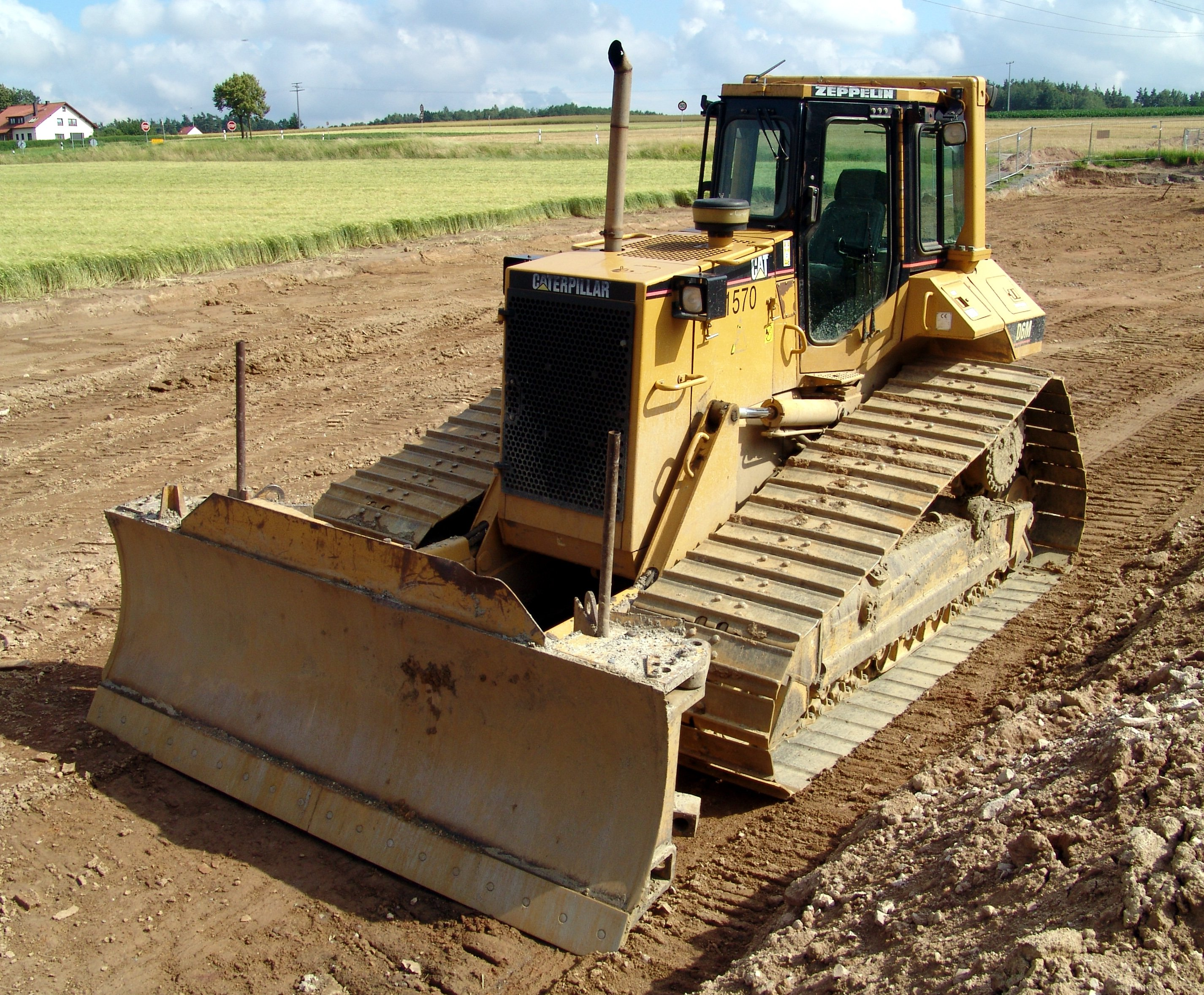
En schaktmaskin.

Markarbete är formandet av mark för att bygga upp ett kulturlandskap, eller uppföra en byggnad eller anläggning. För markarbete kan man använda handverktyg som spadar, eller anläggningsmaskiner som grävmaskiner.